# Dany Rigoulot
Pour les articles homonymes, voir Rigoulot.
Danielle Rigoulot, surnommée Dany Rigoulot (née le 13 janvier 1944) est une patineuse artistique française. Elle a été trois fois championne de France de sa discipline en 1958, 1959 et 1961. Elle est la fille de Charles Rigoulot, un haltérophile et coureur automobile français.

## Biographie

### Carrière sportive
Dany Rigoulot est issue d'une famille de sportif puisque son père Charles Rigoulot a été un champion olympique d'haltérophilie.
Elle s'oriente vers le patinage artistique dont elle conquiert le titre national à trois reprises en 1958, 1959 et 1961. Elle représente la France lors de cinq championnats d'Europe, deux championnats du monde et une fois aux Jeux olympiques. Ses meilleurs résultats internationaux sont une 5e place européenne en 1961 à Berlin-Ouest, une 11e place mondiale en 1960 à Vancouver. Aux jeux olympiques d'hiver de 1960 à Squaw Valley, elle prend la 13e place.

### Reconversion
Après avoir quitté le patinage amateur en 1961, Dany Rigoulot se produit dans le célèbre cabaret parisien du Lido.

## Palmarès
| Compétitions en Individuelle                                                                                         | 1956 | 1957 | 1958 | 1959 | 1960 | 1961 |
| Jeux olympiques d'hiver                                                                                              |      |      |      |      | 13e  |      |
| Championnats du monde                                                                                                |      |      | 14e  |      | 11e  | CA   |
| Championnats d’Europe                                                                                                |      | 15e  | 9e   | 8e   | 11e  | 5e   |
| Championnats de France                                                                                               | 2e   | 3e   | 1re  | 1re  | F    | 1re  |
| Légende : F = Forfait ; CA = Championnats du monde 1961 annulés à cause de la catastrophe aérienne du vol 548 Sabena |      |      |      |      |      |      |